# Luis Carlos Murillo
Luis Carlos Murillo (Turbo, 16 ottobre 1990) è un calciatore colombiano, difensore svincolato.

## Carriera
Ha giocato nella massima serie colombiana e in quella finlandese.

## Palmarès

### Club

#### Competizioni nazionali
- Campionato colombiano: 1

Once Caldas: 2010-II
- Campionato finlandese: 3

KuPS: 2019
HJK: 2020, 2021
- Coppa di Finlandia: 1

HJK: 2020